# SN 2002ha
SN 2002ha – supernowa typu Ia odkryta 21 października 2002 roku w galaktyce NGC 6962. W momencie odkrycia miała maksymalną jasność 17,30m.